# Benshausen

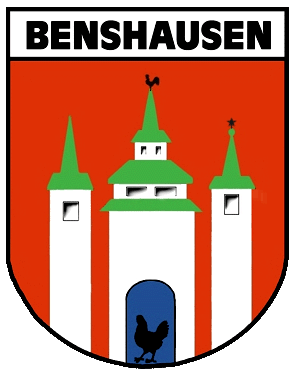
Benshausens vapen.

Benshausen är en Gemeinde i Landkreis Schmalkalden-Meiningen i det tyska förbundslandet Thüringen. Benshausen, som för första gången nämns i ett dokument från år 1274, hade 2 409 invånare år 2012.